# 孔耐鱷屬
孔耐鱷屬（學名：Kuehneosuchus），生存于诺利階的英國。由P. L. Robinson於1967年命名，該屬目前僅有一個有效物種，即模式種 背闊孔耐鱷（学名：Kuehneosuchus latissimus）。孔耐蜥（Kuehneosaurus）是其近親，兩者可能是同一物種，或是兩性異形。